# 112 Ukraina
112 Ukraina (ukr. 112 Україна) – nieistniejąca ukraińska prywatna stacja telewizyjna, nadawała ona program przez całą dobę.Była dostępna na satelitach Amos, w sieci DVB-T2 oraz w pakietach wszystkich głównych ukraińskich operatorów kablowych.
Od grudnia 2018 właścicielem telewizji jest biznesmen i polityk Taras Kozak.

## Historia
Stacja rozpoczęła emisję oficjalnie 28 listopada 2013.
W sierpniu 2014 112 Ukraina utworzyła własne biuro zagraniczne w Brukseli. W grudniu 2018 stacja została zakupiona za sumę 73 mln hrywien przez lwowskiego polityka i biznesmena Tarasa Kozaka.
2 lutego 2021 decyzją prezydenta Ukrainy Wołodymyra Zełenskiego została ona zdelegalizowana. Powodem tej decyzji były powiązania właściciela tego kanału z Federacją Rosyjską i separatystami z obwodu donieckiego (Doniecka Republika Ludowa) i ługańskiego (Ługańska Republika Ludowa).